# Karel Novák (1930)
Karel Novák (9. října 1930 Česká Skalice – 6. října 1980 Praha) byl český herec. Věnoval se převážně divadelní činnosti.

## Život
Vystudoval Odbornou školu umělecko-průmyslovou v Jablonci nad Nisou. Po studiu získal angažmá jako loutkoherec v Krajském loutkovém studiu v Liberci. Odtud odešel do Naivního divadla Liberec, ze kterého následně vzniklo Studio Ypsilon, kde působil až do své tragické smrti. Spáchal sebevraždu několik dní před padesátými narozeninami. Celý jeho dospělý věk údajně provázely problémy s alkoholem.

## Filmografie

### Televize
- 1976 – Michelangelo Buonarotti
- 1978 – Ypsilonka se baví
- 1980 – Anna Christie

## Herecká filmografie
- 1956 – Dědeček automobil
- 1963 – Na laně – lékař
- 1965 – Délka polibku devadesát – reportér
- 1968 – Carmen nejen podle Bizeta
- 1969 – Ovoce stromů rajských jíme – hlavní role Josefa
- 1973 – Pokus o vraždu – inženýr
- 1974 – Jáchyme, hoď ho do stroje! – výčepní Karel
- 1974 – Pavlínka – slepý citerista
- 1976 – Den pro mou lásku – svatebčan
- 1977 – Jak se točí rozmarýny – ředitel školy
- 1979 – Modrá planeta – blázen
- 1979 – Panelstory – otec
- 1979 – Julek – flašinetář
- 1980 – Útěky domů – vrátný
- 1980 – Kalamita – slepec